# Алтареш
Алтареш (порт. Altares)  —  район (фрегезия) в Португалии,  входит в округ Азорские острова. Расположен на острове Терсейра. Является составной частью муниципалитета  Ангра-ду-Эроижму. Население составляет 884 человека на 2001 год. Занимает площадь 26,04 км².
Покровителем района считается Роке-де-Монтпелльер (порт. Roque de Montpellier).

## История
Район основан в 1480 году.